# Académie d'études économiques (Bucarest)
 (décembre 2023).
Si vous disposez d'ouvrages ou d'articles de référence ou si vous connaissez des sites web de qualité traitant du thème abordé ici, merci de compléter l'article en donnant les références utiles à sa vérifiabilité et en les liant à la section « Notes et références ».
L'Académie d'études économiques (Academia de Studii Economice) est une université publique de Bucarest, en Roumanie, fondée en 1913.
L'université a entre autres comme partenaire européen le Conservatoire national des arts et métiers (Cnam) et la FSESJ de Mulhouse avec laquelle elle conclut chaque année de nombreux échanges[réf. souhaitée]. Avec le Cnam, elle déploie depuis plus de 20 ans un MBA "Manager d'entreprise" accrédité par l'AMBA.

## Facultés
L'université compte 13 facultés :
- ȘAF - Școală de Afaceri București (École de commerce) Bucarest
- AMP - Administratie si Management Public (Gestion et management public)
- CIG - Contabilitate si Informatica de Gestiune (Comptabilité et management du système d'information)
- CSIE - Cibernetică, Statistică şi Informatică Economică (Cybernétique économique, Statistique et Informatique)
- EAM - Economia Agroalimentară şi a Mediului (Agriculture, économie de la nourriture et de l'agriculture)
- ECO - Economie Teoretică și Aplicată (Économie)
- FABBV - Finanţe, Asigurări, Bănci şi Burse de Valori (Finance, assurance, Banque et Bourse des valeurs)[1]
- COM - Business și Turism (Commerce)
- LAW - Drept (Droit)
- FABIZ - Administrarea Afacerilor cu predare în limbi străine (Sciences de gestion en langue étrangères)
- MAN - Management
- MRK - Marketing
- REI - Relaţii Economice Internaţionale (Commerce internationale et Économie)

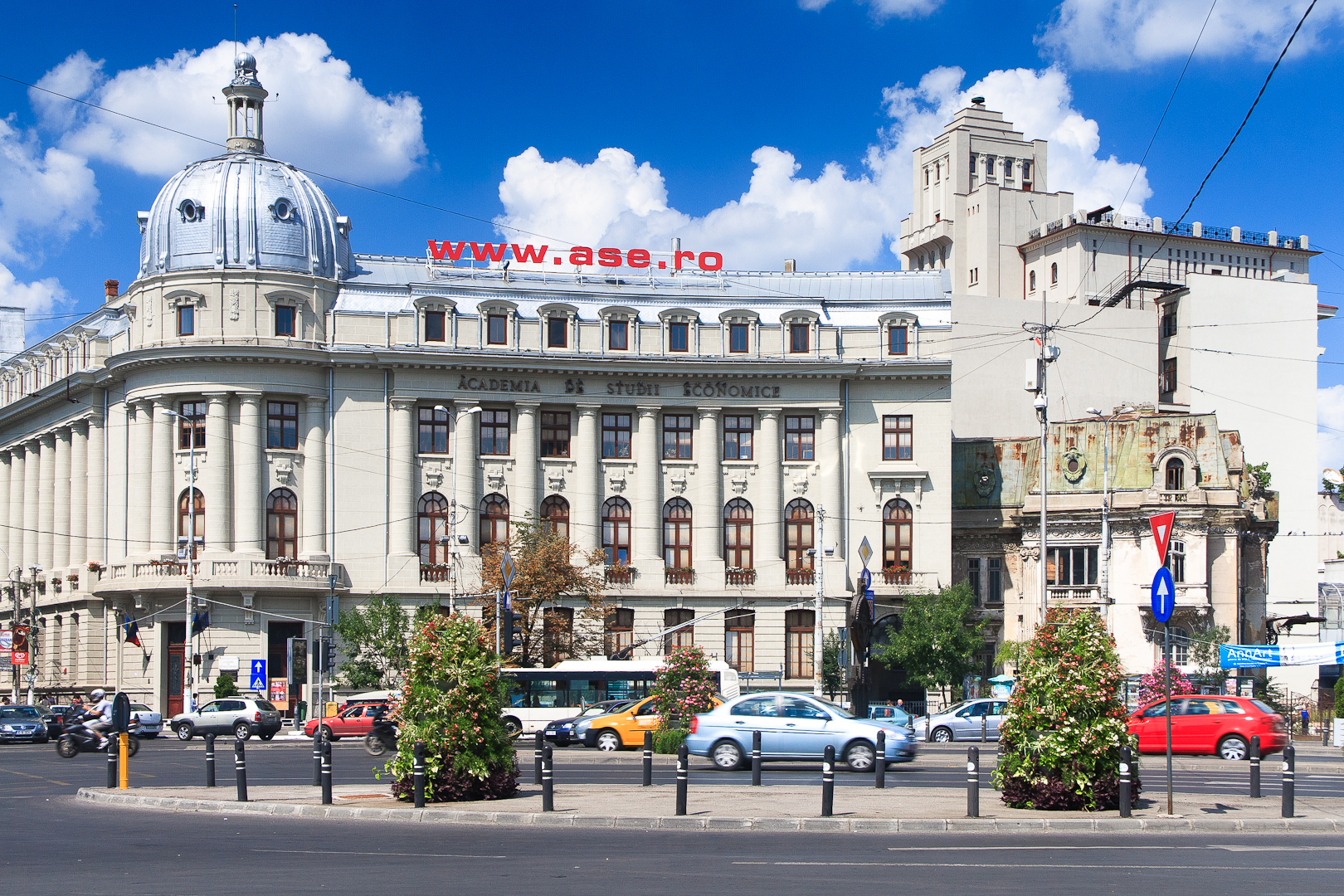
L'Académie d'études économiques à Bucarest